# Fester (Band)
Fester ist eine norwegische Extreme-Metal-Band aus Askim, die im Jahr 1989 unter dem Namen Heroic Conduct gegründet wurde, sich 1995 auflöste und seit 2010 wieder aktiv ist.

## Geschichte
Die Band wurde im Jahr 1989 gegründet. Die Gruppe hatte ursprünglich den Namen Heroic Conduct, jedoch wurde der Name geändert, nachdem Anders Odden von Cadaver von der Band kontaktiert worden war und er den Namen Fester vorgeschlagen hatte. Odden gestaltete ebenfalls das erste Bandlogo. Nachdem mit The Introduction (1991) und Winter of Sin (1992) die ersten beiden Demos veröffentlicht worden waren, unterzeichnete die Gruppe 1992 einen Vertrag bei No Fashion Records, worüber das Debütalbum Winter of Sin erschien. Über Lethal Records erschien 1994 das zweite Album Silence, ehe es im Jahr 1995 zur Auflösung der Gruppe kam. Für das Jahr 2000 war eine Wiedervereinigung geplant, weshalb No Fashion Records Silence wiederveröffentlichte. Die Wiedervereinigung konnte jedoch nicht vollzogen werden, da der damalige Bassist verstarb. Die eigentliche Neugründung passierte im Jahr 2010. Im Jahr 2012 erschien das nächste Album unter dem Namen A Celebration of Death auf CD bei Abyss Records, als Schallplatte bei Floga Records und als Audiokassette über Total Holocaust Records.

## Stil
Laut Garry Sharpe-Young in seinem Buch A-Z of Death Metal kombiniere die Gruppe auf Silence Doom-, Death- und Black-Metal, wobei der Gesang hauptsächlich geflüstert werde. Robert Müller vom Metal Hammer gab in seiner Rezension zu Silence an, dass man Parallelen zum Black Metal, insbesondere im Gesang und Gitarrenklang, heraushören kann. Im Vergleich zu Landsleuten von Gruppen wie Enslaved, Immortal, Emperor oder Mayhem sei die Musik jedoch weniger wild. Die Lieder seien subtiler und raffinierter und mit der Musik von Katatonia und Tiamat vergleichbar. Bjørn Mathisen gab im Interview mit Kai Wendel vom Rock Hard an, dass er erstmals durch Kiss mit Metal in Berührung kam. Im späteren Verlauf habe er Gruppen wie Iron Maiden, Judas Priest, Slayer und Metallica gehört. Laut Wendel erinnert das letzte Lied auf Silence, When Someone Dies, an Dire Straits. Mathisen grenzte sich vom Black Metal ab und gab an, nichts mit Satanismus zu tun haben zu wollen.

## Diskografie
- 1991: The Introduction (Demo, Eigenveröffentlichung)
- 1992: Winter of Sin (Demo, Eigenveröffentlichung)
- 1992: Winter of Sin (Album, No Fashion Records)
- 1994: Silence (Album, Lethal Records)
- 2010: The Commitments That Shattered 1991–1992 (Kompilation, Kyrck Productions)
- 2012: A Celebration of Death (Album, Abyss Records / Floga Records / Total Holocaust Records)